# RFM
RFM (abreviatura de Renascença FM ) es una emisora portuguesa fundada el 1 de enero de 1987 y pertenece al Grupo Renascença Multimédia (junto con Rádio Renascença y Mega Hits FM).
Su equivalente en España es la emisora Cadena 100.
Fue la emisora más escuchada de Portugal (líder absoluto de audiencia, según Marktest ) entre 2001 y 2012. Es una radio de género musical, que transmite música pop, dance y rock en prácticamente todos sus horarios. A las horas en punto se pueden escuchar las noticias. La información de tráfico y meteorológica se emite a las 17:00, 18:00 y 20:00. (En días laborables, también a las 7, 8 y 21 horas.)
En 2012, RFM fue superada por Rádio Comercial en audiencia, después de más de 10 años de liderazgo absoluto.

## Frecuencias
- Aveiro - 91.7 FM, 95.0 FM, 97.4FM, 104.1FM
- Beja - 100.9 FM, 104.9 FM
- Braga - 89.7 FM, 90.4 FM, 104.1 FM
- Bragança - 99.5 FM, 101.1 FM
- Castelo Branco - 91.7 FM, 99.5 FM,101.1 FM
- Coimbra - 91.7 FM
- Évora - 89.7 FM, 100.9 FM, 101.1 FM
- Faro - 89.6 FM, 104.9 FM
- Guarda - 91.7 FM, 103.0 FM, 104.0 FM
- Islas Azores - 100.0 FM
- Isla de Madeira - 93.6 FM
- Leiria - 91.7 FM, 106.8 FM, 107.7 FM
- Lisboa - 89.9 FM, 93.2 FM, 106.6 FM, 106.8 FM
- Portalegre - 91.7 FM, 101.1 FM, 107.1 FM
- Porto - 89.7 FM, 90.4 FM, 104.1 FM, 106.2 FM
- Santarém - 91.7 FM, 93.2 FM, 101.1 FM, 106.8 FM
- Setúbal - 89.9 FM, 93.2 FM
- Viana do Castelo - 90.4 FM, 95.4 FM
- Vila Real - 101.1 FM, 102.6 FM, 106.2 FM
- Viseu - 91.7 FM, 95.0 FM, 99.4 FM,106.2 FM